# Yosef Karo
Yosef Karo sau Rabbi Yosef ben Efraim Karo (în ebraică יוסף קארו; n. 1488, Toledo, Castilia-La Mancha, Spania – d. 24 martie 1575, Safed, Imperiul Otoman) a fost un rabin sefard, originar din Spania și refugiat apoi în Imperiul Otoman, una din cele mai însemnate autorități ale iudaismului rabinic, mistic cabalist și legislator, redactorul Codului „Shulkhan Aruh”, principalul cod de legi al religiei iudaice până în zilele noastre. Pe acest cod se bazează corpul de legi HaHalaha.

## Biografie
Yosef Karo s-a născut la Toledo într-o familie de evrei. La vârsta de 4 ani decretul Regilor Catolici spanioli cu privire la interzicerea cultului iudaic și expulzarea evreilor a silit familia sa să se refugieze, mai întâi, în Portugalia, apoi în Egipt, unde tatăl său a murit. Ulterior familia Karo a peregrinat mai departe, ajungând în Imperiul Otoman, mai întâi la Nicopol, unde Yosef Karo a învățat la un unchi de-al său. 
În anul 1522, la 34 ani, Karo a început să scrie cartea Beit Yosef (Casa lui Iosif), comentariu la cartea „Arbaa Turim”, în care a analizat fiecare lege a iudaismului, de la originea ei în Legea orală (Talmud) până la cristalizarea ei în Halaha. Cartea a fost terminată abia după 32 ani.
În anul 1538 Karo a fost autorizat ca rabin de marele rabin al evreilor din Fes (Maroc), Yaakov Berav, și numit profesor la Yeshiva din Edirne.
În 1539 el a emigrat în Țara Sfântă (Eretz Israel sau Palestina), mai precis la Safed sau Țfat, care era centrul principal de studiu al Kabalei în zonă. Acolo el a devenit colaborator apropiat cu rabinul Itzhak Luria, cunoscut ca Ari Hakadosh și cu rabinul și poetul Shlomo Alkabetz. 
Yosef Karo a murit la Safed în anul 1575.

## Cărțile sale
Codul Shulhan Aruh, o simplificare  a cărții „Beit Yosef”, i-a adus cea mai mare notorietate.
A fost cunoscut și prin cărțile „Klaley Hatalmud” (Regulile Talmudului) care se ocupă cu metodologia Talmudului,
„Bedek bait”, o adăugire și amendare a cărții Beit Yosef, „Kesef Mishne”, un comentariu la cartea „Mishne Tora” a lui Maimonide
Pentru posteritate Karo a fost poreclit Maran Beit Yosef (Învățătorul nostru, autorul cărții Beit Yosef) sau, Hamehaber (Autorul sau Compilatorul) deoarece opera sa cuprinde o compilație a tuturor cărților halahice anterioare  
- Beth Yossef, comentariu la Arbaa Tourim
- Shulhan Aroukh, compilația sentințelor din „Beth Yossef”
- Kessef Mishne (Veneția, 1574-5), comentariu la Mishne Tora
- Bedek habaït (Salonic, 1605), supimente și corectări ale cărții Beth Yossef
- Klaley  HaTalmud (Salonic, 1598), despre metodologia Talmudului
- Avkat Rokhel (Salonic, 1791), Responsa
- Maggid Yesharim (Lublin, 1646), suplimente (Veneția, 1646)
- Derashot (Predici) (Salonic, 1799),  culegerea Oz Tzadikim